# Tramwaje w Świętochłowicach
Tramwaje w Świętochłowicach – element systemu komunikacji tramwajowej Górnośląsko-Zagłębiowskiej Metropolii na terenie miasta Świętochłowice w Polsce. Sieć tramwajowa ma charakter przelotowy, w związku z czym na terenie miasta nie znajdują się żadne pętle tramwajowe, ani zajezdnia.

## Historia
23 stycznia 1891 roku spółka komandytowa Kramer & Co. Mechanische Trambahnbetriebe – Dampf und Elikrizität z Berlina prowadzona przez kupca Moritza Kramera na magistracie w Bytomiu przedstawiła koncepcję budowy linii tramwajowej o napędzie parowym w przemysłowym okręgu Górnego Śląska z Gliwic przez Zabrze, Chebzie, Lipiny, Piaśniki, Królewska Hutę, Bytom do Piekar Śląskich, którą miały obsługiwać pojazdy parowe typu Rowan. W tym celu Kramer zawarł umowę z gminami miejskimi i wiejskimi na użytkowanie ulic w celu budowy linii wąskotorowej tramwaju parowego do obsługi zarówno ruchu pasażerskiego jak i towarowego. Umowa dotyczyła budowy linii o rozstawie 1000 mm, jednak w grudniu 1892 roku pod naciskami różnych ministerstw zawężono linię do rozstawu 785 mm. Wynikało to z faktu, że projektem było zainteresowane wojsko oraz, że rozstaw ten wówczas popularny wśród eksploatowanym na Górnym Śląsku kolei wąskotorowych, co w razie potrzeby umożliwiłoby rozszerzenie tramwaju o sieć kolei wąskotorowej.
Po zawarciu umowy z miastem Bytom 24 kwietnia 1892 roku w dniu 31 maja 1893 roku wydano koncesję na budowę linii tramwajowej Gliwice – Zabrze – Królewska Huta – Bytom – Piekary przez rejencję opolską, ale nie pozwolono na eksploatacji ruchu towarowego po linii tramwajowej. 30 grudnia 1894 roku uruchomiono linię tramwajową z Zaborza do Rozbarku przez Lipiny. Z powodu licznych skarg mieszkańców po pewnym czasie wdrożono tramwaj konny, który również funkcjonował na terenie Lipin i zastąpił częściowo trakcję parową, ale jednocześnie problemem trakcji konnej okazała się nie wystarczająca siła związana również z problematycznymi wzniesieniami, dlatego też wkrótce przystąpiono do projektu elektryfikacji tramwajów. 
26 stycznia 1897 roku wydano koncesję na elektryfikację istniejącej trasy. Oddawanie poszczególnych linii tramwajowych wyglądało następująco:
- 29 lipca 1900 roku Piaśniki – Świętochłowice – Hajduki,

- 4 kwietnia 1901 roku Bytom – Łagiewniki – Piaśniki,

- 6 sierpnia 1901 roku Świętochłowice – Wirek,

- 12 sierpień 1901 roku Królewska Huta – Świętochłowice,

- 1 października 1904 roku Łagiewniki – Chropaczów – Lipiny.

Po zakończeniu wielkiej wojny sieć tramwajowa na Górnym Śląsku została podzielona między Niemcami, a Polską, z czego Świętochłowice znalazły się po polskiej stronie. Tym samym po polskiej stronie obsługę przejęło przedsiębiorstwo Oberschlesische Kleinbahnen und Elektrizitätswerke z siedzibą w Katowicach, która 1 lipca 1925 roku weszła w skład Śląsko-Dąbrowskiego Kolejowego Towarzystwa Eksploatacyjnego również z siedzibą w Katowicach. W latach 1928–1931 na terenie miasta przebudowano wszystkie linie tramwajowe z wąskotorowego rozstawu 785 mm na normalnotorowy 1435 mm, natomiast na Lipinach konwersja sieci do rozstawu normalnotorowego nastąpiła w 1943 roku.
7 stycznia 1931 roku uruchomiono przez Świętochłowice linię 7 pomiędzy Łagiewnikami, a Bytomiem.

## Linie tramwajowe
Przez Świętochłowice przejeżdżają następujące linie tramwajowe:
| Linia | Przystanek początkowy  | Przystanek końcowy            | Miasta                                                          |
| ----- | ---------------------- | ----------------------------- | --------------------------------------------------------------- |
| 7     | Bytom Plac Sikorskiego | Zawodzie Centrum Przesiadkowe | Bytom, Świętochłowice, Chorzów, Katowice                        |
| 9     | Bytom Plac Sikorskiego | Chorzów Stadion Śląski        | Bytom, Ruda Śląska, Świętochłowice, Chorzów                     |
| 11    | Katowice Plac Miarki   | Chebzie Pętla                 | Gliwice, Zabrze, Ruda Śląska, Świętochłowice, Chorzów, Katowice |
| 17    | Chebzie Pętla          | Chorzów Rynek                 | Ruda Śląska, Świętochłowice, Chorzów                            |